# Nikolaos Anastasopoulos
Nikolaos Anastasopoulos (Grecia, 5 de agosto de 1979) es un exfutbolista griego. Jugaba de arquero y fue profesional entre 1997 y 2015.

## Clubes
| Club                | País   | Año       |
| ------------------- | ------ | --------- |
| Naoussa FC          | Grecia | 1997-1999 |
| PAOK Salónica FC    | Grecia | 1999-2000 |
| Skoda Xanthi FC     | Grecia | 2000-2006 |
| AEK Larnaca         | Chipre | 2006      |
| FC Asteras Tripolis | Grecia | 2007-2011 |
| Kerkyra FC          | Grecia | 2011-2013 |
| PAE Veria           | Grecia | 2013-2014 |
| Skoda Xanthi FC     | Grecia | 2014-2015 |